# Lasioglossum fraternum
Lasioglossum fraternum là một loài Hymenoptera trong họ Halictidae. Loài này được Smith mô tả khoa học năm 1860.